# 스테판 바토리
스테판 바토리 혹은 바토리 이슈트반(폴란드어: Stefan Batory, 헝가리어: Báthory István, 리투아니아어: Steponas Batoras, 루마니아어: Ştefan Báthory, 러시아어:  Стефан Баторий, 1533년 9월 27일 – 1586년 12월 12일)은 헝가리 귀족 트란실바니아 공(Prince of Transylvania; 1571년-1586년)이며, 폴란드 국왕(King of Poland; 1576년-1586년)과 리투아니아 대공(Grand Duke of Lithuania; 1576년-1586년). 그는 헝가리 대귀족 바토리 가문(Báthory family)의 일파 솜요의 일원이다. 많은 역사가들은 그를 폴란드의 위대한 선거왕(elected kings) 중 한 명으로 평가한다.

## 생애

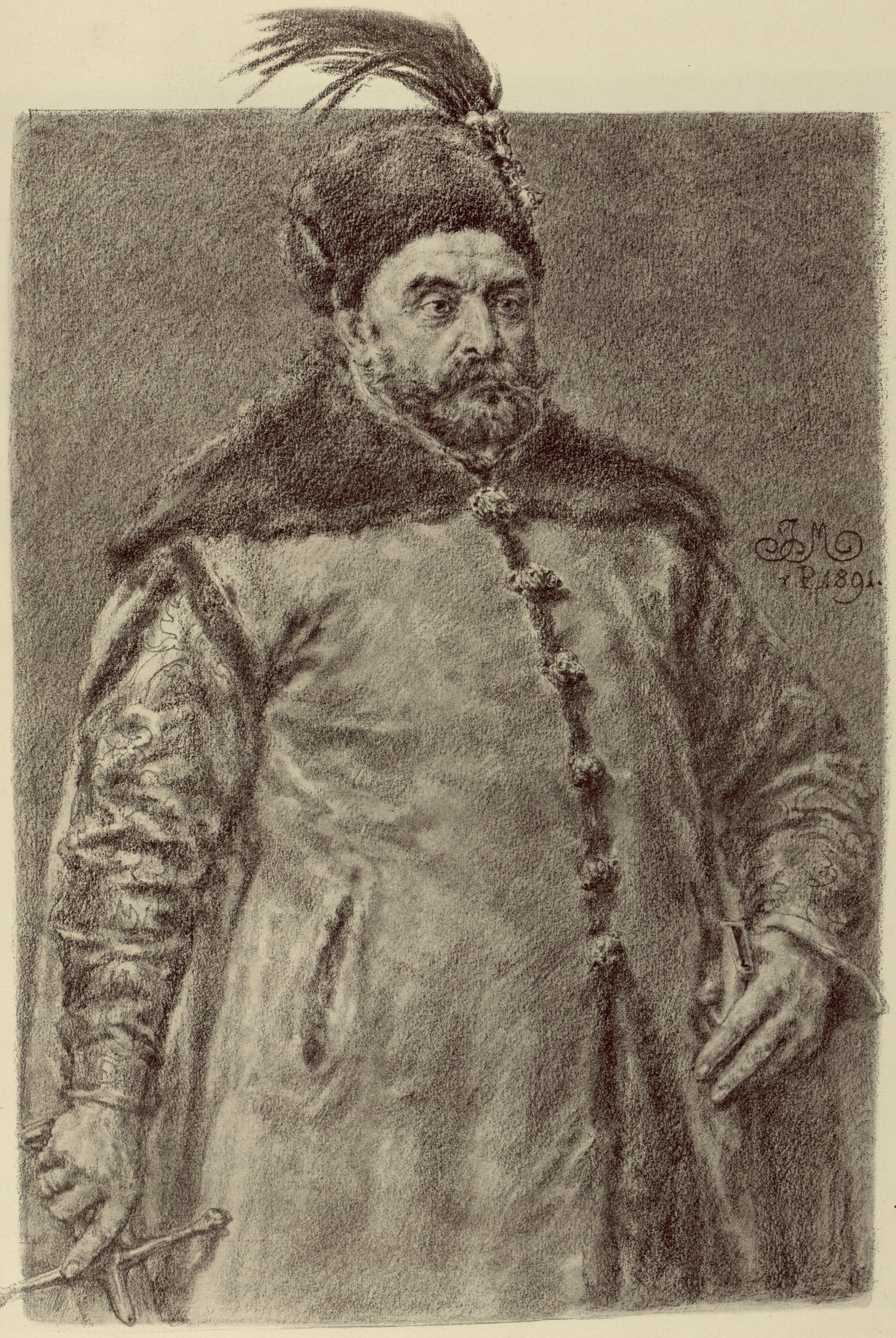
스테판 바토리의 스케치. 얀 마테이코작품

스테판 바토리는 스테판 바토리(1534년 죽음)의 아들로써 솜요(Somlyo)에서 태어났다. 아버지는 헝가리 왕위를 이었던 서포여이 야노시(Szapolyai János)의 열렬한 지지자였고, 그의 라이벌인 합스부르크 가의 페르디난트 1세(Ferdinand I)의 즉위에 반대했었고, 1529년 트란실바니아의 보이보데(Voivode)에 있었으나, 바토리가 태어난 다음 해에 사망했다.
그의 아들 스테판 바토리는 영주층의 용감한 지도자, 황제의 궁전에서는 교묘한 외교관이었다. 스테판은 서포여이 야노시의 아들인 서포여이 야노시 지그몬드(Szapolyai János Zsigmond)의 헝가리 왕위 요구를 지지했기 때문에 황제 막시밀리안 2세(Emperor Maximilian II)의 증오를 받아 2년간 투옥되기도 했다.
1570년 합스부르크 가와 서포여이 가의 두 궁정은 얼마 안 가 화해하고, 야노시 지그몬드는 새롭게 창설된 트란실바니아 공국의 통치자의 지위에 만족했다. 다음해 야노시 지그몬드가 죽자 가스파르 베케시(Gáspár Bekes)가 후계자로 결정되는 것을 파기하고, 트란실바니아의 3신분 의회는 트란실바니아 공에 스테판 바토리를 선출했다. 베케시는 합스부르크 궁정의 지지를 받으며 공위를 요구했으나, 스테판 바토리는 내전에서 승리하고, 베케시는 국외로 추방되었다.
1572년 당시 크리스트교 세계에서 가장 광대하고, 또한 가장 인구도 많은 국가 중 하나였던 폴란드-리투아니아 연방(Polish-Lithuanian Commonwealth)에서 국왕 지그문트 2세 아우구스트(Sigismund II Augustus) 가 후계자를 남기지 않고 서거해 왕위가 비었다. 1573년 선왕의 누이에서 유일한 왕위 상속자였던 안나(Anna)는 세임(Sejm)을 움직여 프랑스 왕자 발루아의 앙리(Henry of Valois)를 새로운 국왕으로 선출했다. 앙리는 스스로의 왕위를 정통화시키기 위해 안나와 결혼할 필요가 있었으나, 앙리는 대관식을 치른 후 1년도 지나지 않아 폴란드에서 도망쳐 프랑스 왕위를 계승했다.
1575년 12월 12일 약 1년 반의 공위 기간(interregnum)이 있어 세임은 교황대사 눈치오(nuncio)의 설득에 따라 황제 막시밀리안 2세를 국왕으로 선출했다. 그러나 3일 후 12월 15일 귀족계급은 반란을 일으켜 막시밀리안 선출을 주도했던 의회를 위협하고 피아스트 왕(Piast king), 말하자면 폴란드인의 왕을 선택하라고 요구했다. 격렬한 토론 결과, 안나를 폴란드 왕으로 선출하는 동시에 트란실바니아 공 스테판 바토리와 그녀를 결혼시키기로 결정했다. 그 때 리투아니아 대의원은 세임에 출석하지 않았고, 국왕 선출에 관한 일에 나서지 않았다. 스테판 바토리를 후계자로써 가장 많이 지지한 이들은 프로테스탄트와 소시니파(Socinians;반삼위일체파)였다. 그들은 합스부르크가 출신의 군주가 폴란드에서 반종교 개혁(Counter-Reformation)을 일으킬 거라는 두려움을 가지고 있어, 종교적 자유가 보장된 트란실바니아의 통치자 스테판 바토리에게 호의를 가지고 있었다.

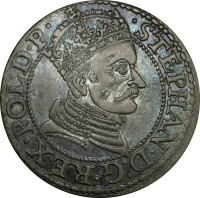
스테판 바토리의 모습을 새긴 폴란드 동전.

안나는 1575년 12월 13일 바르샤바(Warsaw)에서 폴란드 왕 및 리투아니아 대공에 선출되고, 1576년 5월 1일 스테판 바토리는 안나와 결혼해 아내와 같은 지위를 얻었다.

## 리투아니아의 대공
이 국왕 선출은 루블린 연합(Union of Lublin)의 결정을 무시하는 것이기에 황제 막시밀리안 2세를 국왕으로 선출할 때는 리투아니아의 대의원이 출석하지 않는 사태까지 이르렀다. 그 때문에 리투아니아와 교섭이 진행되어, 연방에 있어 리투아니아의 봉건적 권리가 완전히 보장되어 스테판 바토리는 정식으로 리투아니아 대공 및 루테니아(Ruthenia)와 사모기티아(Samogitia)의 공작으로써 인정받게 되었다. 대공으로써 인정받은 것을 보여주기 위해, 스테판 바토리는 1579년 연방에 있어 3번째로 새로운 종합대학인 예수회 경영의 빌뉴스 아카데미를 창설했다.

## 설립된 힘
스테판 바토리의 입장은 처음부터 곤란한 상황으로 국가는 공위 기간의 혼란에 의해 약체화되어 있었다. 황제 막시밀리안 2세는 먼저 국왕으로 선출된 것을 문제 삼아 자신의 왕위를 요구하고 나서, 국내의 반 바토리파를 선동하고 폴란드에 침공하기 위해 획책하며 루스 차르국과 동맹을 맺었다. 그러나 막시밀리안이 얼마 안가 죽었기 때문에 왕위를 둘러싼 위기는 사라졌다.
스테판에게 반대한 모든 군사적 저항은 장기화된 1577년의 단치히 포위가 화해에 도달하는 단계에서 종료되었다. 한자 동맹의 일원인 단치히는 높은 경제력과 난공불락에 가까운 강력한 요새를 갖추고, 또한 비밀리에 덴마크와 황제 막시밀리안 2세의 지원을 받으며, 막시밀리안의 선출을 지지하며 스테판의 왕위를 부인했다. 6개월간의 포위 후 5,000명의 용병으로 구성된 단치히 군은 1577년 12월 16일 야전에서 국왕군에게 완패했다. 그러나 스테판의 군대는 힘으로 도시를 함락시키는 행동은 하지 않고, 단치히와 협상하기에 이른다. 이 화해에서 스테판은 단치히의 특별한 지위 및 역대의 폴란드 왕들이 승인하던 단치히 법(Danzig law)에 의한 도시의 여러 특권을 재확인시켰다. 이에 대해 단치히는 스테판을 폴란드의 주권자로써 인정하고 사죄의 증거로 20만 휠던이란 거금(사죄금)을 지불했다. 단치히는 그 후 스테판 및 러시아와 스웨덴의 교전 중에도 일관되게 국왕에게 충성을 맹세했고, 정부의 요구에 응해 정부를 원조하기도 했다.

스테판 바토리 Smocze Zęby ("드래곤 이빨; Dragon's Teeth")의 문장.

이 승리는 스테판에게 국왕으로써의 권위를 높여주는 기회를 주었고, 왕권강화의 시도는 당시 실력자였던 얀 자모이스키(Jan Zamoyski)의 지지를 받았다. 두 명은 협력하여 왕관령에 대한 과세를 강화해 풍부해진 왕실재산을 폴란드와 리투아니아 귀족에게 빌려주면서 몇 개의 귀족의 당파를 아군으로 끌어들였다. 또한 스테판은 폴란드 군의 개혁을 단행해 병사, 기술자로써 훈련을 받는 농민에서부터, 피에호타 비브라니에츠카(Piechota wybraniecka)라 불리는 반상비군(semi-professional)의 보병부대를 설치하기도 하고, 등록 코사크 제도 및 유익 표기병(브사리아)등도 본격적으로 도입했다. 거기에 재판소의 조직 등 사법분야도 개혁의 대상이었다. 스테판은 10년 이상 전에 벌인 살인죄와 반역죄의 미결수이던 사무엘 즈보로프스키(Samuel Zborowski)의 처형을 명령하기도 했다.
대외관계에서는 스테판은 동맹관계의 구축에 의한 평화정책을 모색했다. 스테판은 합스부르크 가문을 신용하지 않았으나, 교황대사의 중개를 받아 막시밀리안 2세의 후계자 루돌프 2세와 군사동맹을 맺었다. 오스만 제국과의 분쟁은 1577년 11월 5일 평화조약에 의해 일시적으로 중지되었다. 바르샤바에 소집된 세임은 국왕으로부터 루스 차르국과의 불가피한 전쟁을 위한 지원금 지출을 요청 받았다. 세임은 여러 번 지원금 지출을 거절했음에도 불구하고, 적이었던 러시아군의 진출을 저지하기 위해 2번의 원정과 이어서 일어난 장기간에 걸친 포위전에서 국왕은 승리했다. 또한 동시에 오스만 제국과 황제에게 자신의 야심에 대한 의심을 뛰어난 외교수완을 발휘해 해소시켰다.

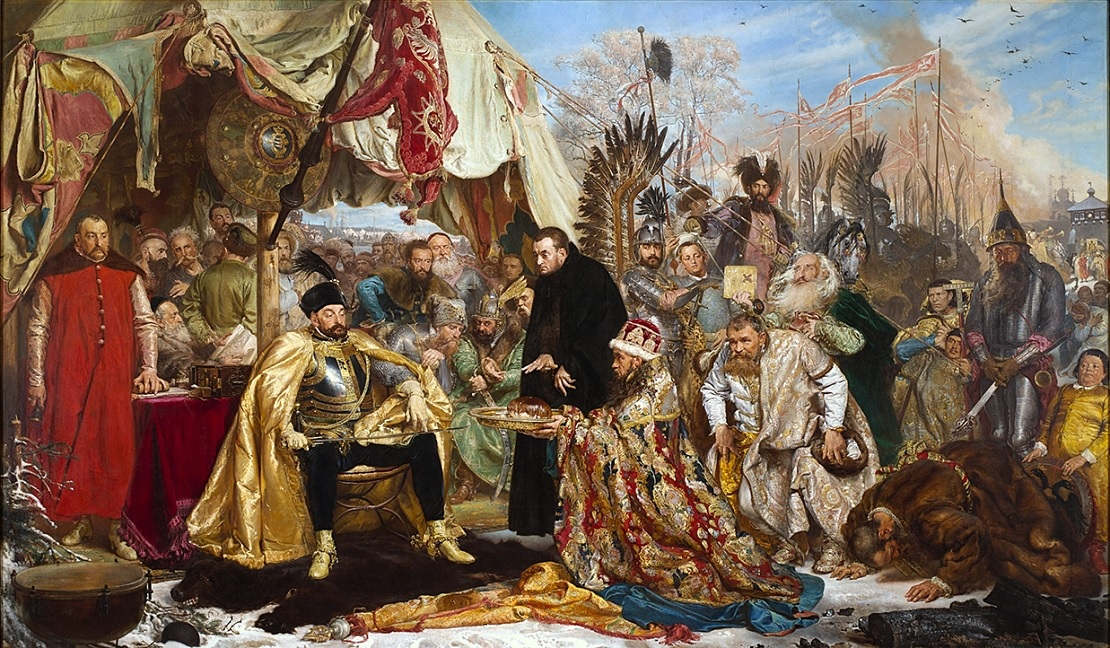
프스코프의 바토리. 얀 마테이코의 그림.

루스 차르국과 폴란드-리투아니아 사이의 모스크바 전쟁의 최종 국면이었던 리보니아 전쟁에서 스테판은 대법관 자모이스키와 함께 연방군의 승리를 결정지었던 원정을 직접 지휘했다. 이반 4세는 리보니아를 침공한 연방국의 속국이었던 쿠를란트-젬갈레 공국의 주요 도시 도르파트(Dorpat)를 점령했으나, 연방군은 벨리키에 루키(Velikiye Luki)에서 러시아군을 격파했다. 스테판은 러시아의 중심지역까지 진군해 1581년 8월 22일 소수의 피폐한 연방군이 프스코프(Pskov)의 거대한 요새를 포위했다. 차르와 폴란드 왕의 분쟁을 조정하기 위해 교황청이 보낸 교황대사 안토니오 포세비노의 포위중지 요구 및 지휘관들의 불만의 목소리가 커졌으나, 북극의 엄한 겨울 동안 프스코프의 포위는 계속되었다. 결국 이반 4세는 자국의 제3의 도시를 지키기 위해 교섭을 개시했고, 1582년 1월 15일 얌 자폴스키 화약(Peace of Jam Zapolski)이 맺어져 러시아는 폴로츠크(Polotsk)를 할양하면서 리보니아의 점령지역 전부를 연방에게 반환했다.
그 후 동부국경의 방위를 위해 스테판은 오스만 제국을 가상적국으로 삼은 루스 차르국과의 군사동맹을 체결할 계획이었으나, 러시아가 급격히 약체화되어 동란 시대를 맞이했기 때문에 군사동맹이 실현되지는 못했다. 또한 차르 표트르 1세를 바토리의 후계자로 맞이하여 폴란드-리투아니아-러시아 연방을 설립하려는 구상도 1586년 12월 12일 스테판이 그로드노 고성(Old Hrodna Castle)에서 급사하면서 사라지고 말았다. 스테판의 유체는 동유럽에서 처음으로 검시 해부를 받는 유체가 되었다. 유체는 당초 그로드노에 매장되었으나, 훗날 바벨 대성당으로 옮겨졌다.
스테판 바토리 사후 연방은 1년의 공위 기간이 발생했다. 차기 국왕에는 황제 루돌프 2세의 동생 막시밀리안 대공이 선출되었으나, 스웨덴의 왕자였던 지그문트 3세 바사(Sigismund III Vasa)가 이 국왕 선출에 항의하고 비치나(Byczyna)에서 막시밀리안을 격파하고 연방의 새로운 통치자가 되었다. 동시대인의 평가에 의하면 스테판 바토리의 위대한 업적은 리투아니아 대공 비타우타스(Vytautas)에 견줄만한 레벨이라고 전해진다.

## 갤러리

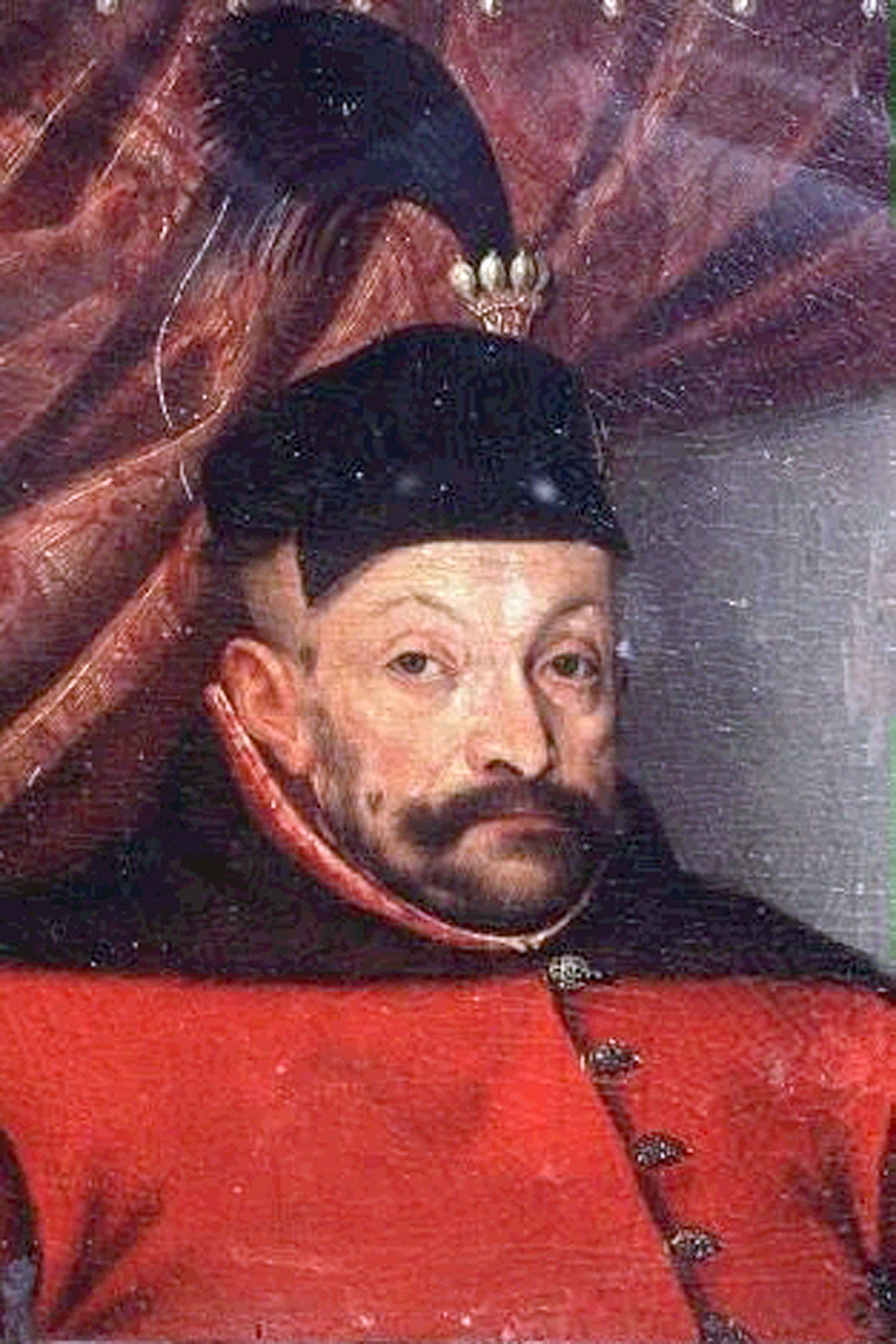
보석으로 장식된 검은 새털을 붙인 헝가리 양식의 모자를 쓴 국왕의 초상. 궁전화가 마르친 코베르의 초상화.
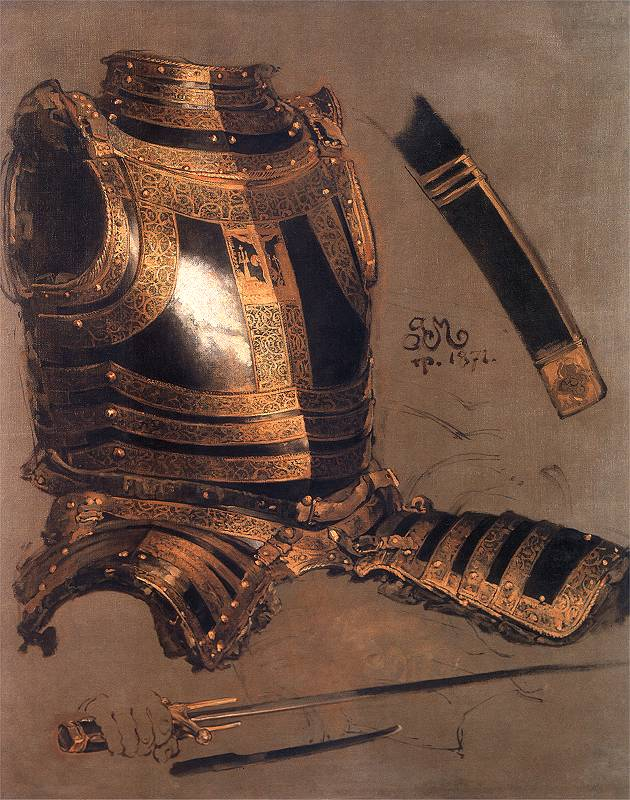
스테판 바토리의 갑옷 (빈의 미술사 미술관 소장.)
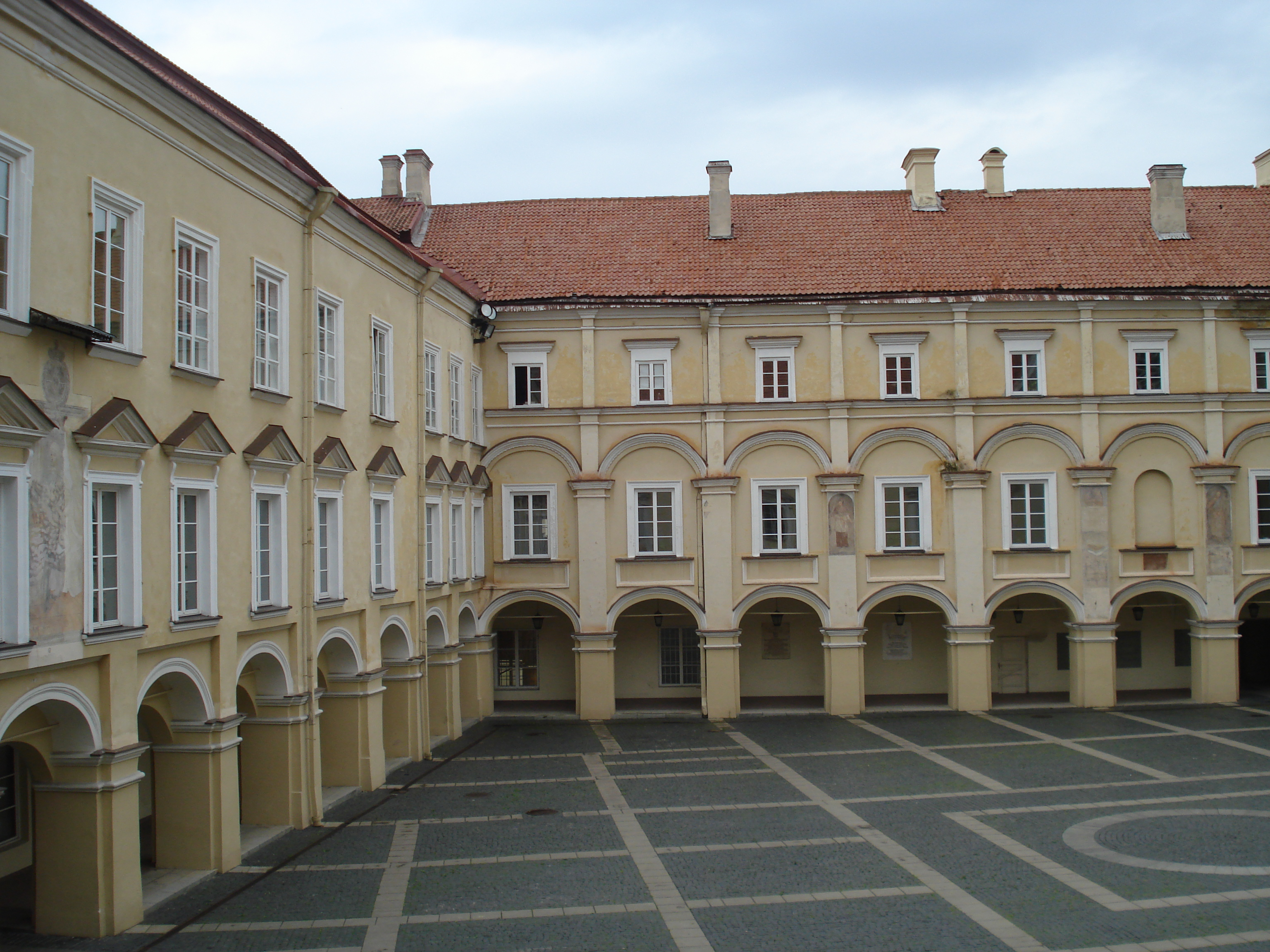
빌뉴스 대학교의 대 안마당(1579년 왕에 의해 설립되었다).

## 참고 자료
- 본 문서에는 현재 퍼블릭 도메인에 속한 브리태니커 백과사전 제11판의 내용을 기초로 작성된 내용이 포함되어 있습니다.

## 같이 보기
- 폴란드의 군주
- 폴란드의 역사 (1569년-1795년)
- 트란실바니아
- 빌뉴스 대학교